# Governo Pak Pong-ju I
Il governo Pak Pong-ju I è stato l'undicesimo esecutivo della Repubblica Popolare Democratica di Corea, in carica dal 3 settembre 2003 all'11 aprile 2007, col sostegno del Fronte Democratico per la Riunificazione della Patria.

## Appoggio parlamentare
| Assemblea popolare suprema | Assemblea popolare suprema                     | Seggi |
| -------------------------- | ---------------------------------------------- | ----- |
|                            | Partito del Lavoro di Corea Totale maggioranza | 649   |
|                            | Indipendenti Totale opposizione                | 38    |
| Totale                     | Totale                                         | 687   |